# マリー・フォン・バッテンベルク
マリー・カロリーネ・フォン・バッテンベルク（Marie Karoline Prinzessin von Battenberg, 1852年2月15日 - 1923年6月20日）は、ドイツ・ヘッセン大公国の貴族女性、著作家、翻訳家。同国の上級貴族バッテンベルク家の一員。

## 生涯
ヘッセン大公ルートヴィヒ3世の弟アレクサンダーと、その妻のユリア・ハウケ伯爵夫人の間の第1子、長女として生まれた。母は一代で貴族に成り上がったポーランドの将軍ヤン・マウリツィ・ハウケ伯爵の娘で、両親の結婚は争いの余地なく貴賤結婚だったため、子供たちはヘッセン大公家の正式な一員と認められず、従ってヘッセン大公子・大公女の称号を許されなかった。姉弟は母に授けられたバッテンベルク侯子・侯女の称号を名乗った。
1871年4月19日にダルムシュタットにおいて、ヘッセン大公国のシュタンデスヘルであるエアバッハ＝シェーンベルク伯爵家の当主グスタフ・エルンスト（1840年 - 1908年）と結婚した。夫は1903年、妻マリーがイギリス王室およびロシア帝室と縁戚関係にあることを背景に、ヘッセン大公国の侯爵（Fürst）に叙せられ、子女もプリンツ（Prinz／essin）の称号を許された。マリーがロシア皇帝アレクサンドル2世の皇后マリヤ・アレクサンドロヴナの姪であり、マリーの2人の弟がヴィクトリア女王の娘と孫娘の夫だったことが理由である。
マリーは主に紀行文の著述家として活動し、弟のアレクサンダーが一時元首を務めていたブルガリアを訪れた際のことを書いた『1884年ブルガリア訪問記（Meine Reise nach Bulgarien im Jahre 1884）』を執筆した。また、ケイト・マースデンの『シベリア紀行（A Trip to Siberia）』のような英語圏の女性による紀行文をドイツ語に翻訳・紹介した。
マリーの回想録では、精神面に障害を抱え、夭折した次男マクシミリアンとの母子関係が重要な部分を占めている。

## 子女
- アレクサンダー・ルートヴィヒ・アルフレート・エーバーハルト（1872年 - 1944年） - 1900年、ヴァルデック＝ピルモント侯女エリーザベト（英語版）[注釈 1]と結婚
- マクシミリアン（1878年 - 1892年）
- ヴィクトル・セルギウス・ハインリヒ・ブルーノ・カール（1880年 - 1967年） - 1909年、セーチェーニ・エルジェーベト伯爵夫人と結婚
- マリー・エリーザベト（エッダ）・ドナータ（1883年 - 1966年） - 1910年、シュトルベルク＝ヴェルニゲローデ伯ヴィルヘルム[注釈 2]と結婚

## 著作
- Marie von Erbach-Schönberg: Meine Reise nach Bulgarien im Jahre 1884, Heller, 1916
- Fürstin Marie zu Erbach-Schönberg Prinzessin von Battenberg: Entscheidende Jahre. 1859 - 1866 - 1870. Aus meiner Kindheit und Mädchenzeit. Zweite Auflage. Darmstadt 1923, Verlag der "Litera"-A.-G.
- Fürstin Marie zu Erbach-Schönberg Prinzessin von Battenberg: Aus stiller und bewegter Zeit. Erinnerungen aus meinem Leben. Für den Buchhandel H. L. Schlapp, Antiquariat in Darmstadt 1921
- Fürstin Marie zu Erbach-Schönberg Prinzessin von Battenberg: Erklungenes und Verklungenes. Darmstadt 1923, Verlag der "Litera"-A.-G., diese und die beiden voranstehend verzeichneten Ausgaben in gleicher Aufmachung (goldgeprägtes Halbleinen, jeder Band mit einer anderen schwarzweißen Fototafel als Frontispiz: Mädchen, junge und alte Fürstin) werden in Aus stiller und bewegter Zeit als Erinnerungen Band 1 - 3 gelistet
- Marie von Erbach-Schönberg: Memoiren der Fürstin Marie zu Erbach-Schönberg, Prinzessin von Battenberg 1852-1923, o. V.,  1958 ISBN 3-9227817-5-6